# Concerto for Bass Clarinet
Concerto for Bass Clarinet is een compositie voor basklarinet en harmonieorkest van de Nederlandse componist Kees Vlak.
Dit werk is geschreven in opdracht van de Hoogovens Harmonie in IJmuiden en is opgedragen aan de solist Peter Eggenhuizen. 
Het werk is op cd opgenomen door Peter Beerkens op basklarinet en de Koninklijke Militaire Kapel onder leiding van Pierre Kuijpers.